# Mary Allen Wilkes
Pour les articles homonymes, voir Wilkes.
Mary Allen Wilkes (née le 25 septembre 1937 à Chicago, dans l'Illinois) est une programmeuse et conceptrice de logiciel, connue pour son travail avec l'ordinateur LINC (en) (Laboratory INstrument Computer), considéré comme le premier ordinateur personnel,,,. Mary Wilkes est diplômée du Wellesley College en 1959, où elle s'est spécialisée en philosophie et en théologie. Elle souhaitait devenir avocate, mais ses amis et ses mentors la découragent, car elle est une femme. Elle cherche un emploi dans le domaine de l'informatique, parce que la programmation informatique était un domaine ouvert aux femmes et parce que son professeur de géographie de huitième année lui avait dit lors d'une discussion en classe : « Mary Allen, quand tu seras grande, tu seras programmeuse ». À l'époque, elle n'avait aucune idée de ce que cela voulait dire, mais elle ne l'a jamais oublié. Elle est finalement devenue avocate en 1975.  

## Carrière au MIT
En 1959-1960, Mary Allen Wilkes travaille avec Oliver Selfridge et Benjamin Gold sur le projet de reconnaissance vocale au Laboratoire Lincoln du MIT à Lexington, Massachusetts et sur la programmation de l'IBM 704 et IBM 709. Elle rejoint le groupe Digital Computer, également au Laboratoire Lincoln, au moment où commencent les travaux de conception de LINC sous la direction de Wesley A. Clark en juin 1961. Wesley Clark avait auparavant conçu les ordinateurs TX-0 et TX-2 du laboratoire Lincoln. Mary Wilkes contribue à la simulation du fonctionnement du LINC lors de la phase de conception sur le TX-2, à la conception de la console du prototype de LINC et à la rédaction du manuel de l'opérateur pour la conception finale de la console.  
En janvier 1963, le groupe LINC quitte le laboratoire Lincoln pour créer le Centre de technologie informatique en sciences biomédicales sur le campus de Cambridge, dans le Massachusetts. À l'été 1963, le groupe Linc forme les premiers participants au programme d'évaluation LINC, parrainé par le Instituts nationaux de la santé. Mary Wilkes enseigne aux participants la programmation et le langage d'assemblage "LAP" (programme d'assemblage de CLIC) pour le CLIC de 1024 mots. Elle a également co-écrit le manuel de programmation, Programming the LINC avec Wesley A. Clark.  

## Carrière à l'université Washington

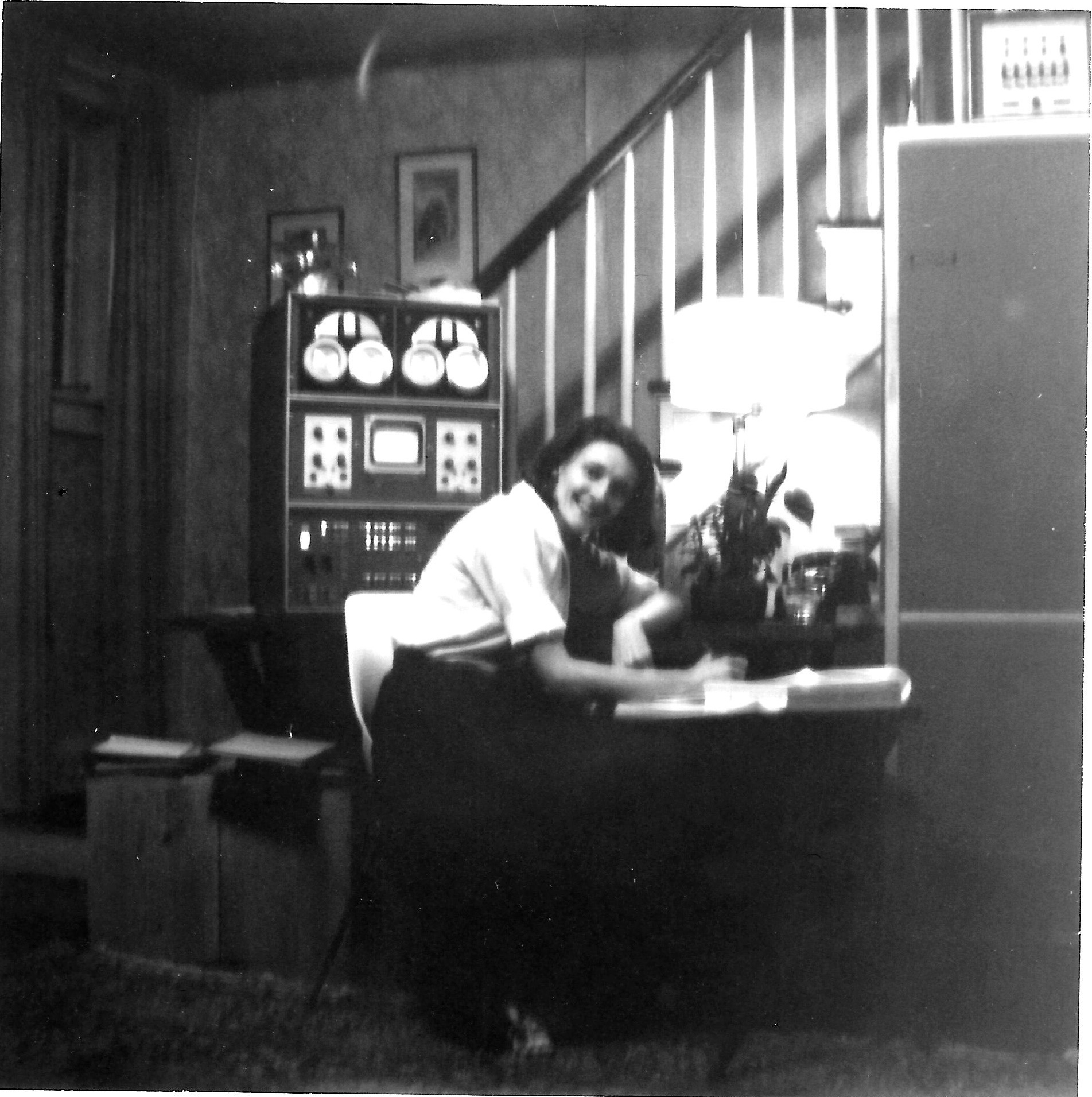
Wilkes - CLIC à la maison - 1965

À l'été 1964, un groupe central de l'équipe de développement du programme LINC quitte le MIT pour créer le laboratoire de systèmes informatiques de l'Université Washington à Saint-Louis. Mary Wilkes, qui a parcouru le monde en 1964, rejoint le groupe en fin d'année. Elle vit alors dans la maison de ses parents à Baltimore jusqu'à la fin de 1965.  Elle y travaille sur une CLIC fournie par le Laboratoire de systèmes informatiques. Elle est considérée comme la première utilisatrice d'un ordinateur personnel à la maison. Des photos ont été montrées lors du 10e festival d'informatique au Musée de l'histoire de l'ordinateur de Mountain View, en Californie, en novembre 2007.  
En 1965, l’équipe LINC double la taille de la mémoire LINC qui passe à 2048 mots de 12 bits, ce qui permet à Mary Wilkes, qui travaille de chez elle, de développer le système d’exploitation plus sophistiqué, LAP6. LAP6 incorpore une technique d’édition par défilement utilisant un algorithme proposé par ses collègues, Mishell J. Stucki et Severo M. Ornstein. LAP6, décrit comme « remarquablement bien conçu par l'être humain » offre à l'utilisateur la possibilité de préparer, éditer et manipuler des documents (généralement des programmes LINC) de manière interactive en temps réel, à l'aide du clavier et de l'affichage du LINC, comme par la suite l'ordinateur personnel.  Les bandes perforées LINC remplissent la fonction de défilement et offrent également des fonctions de classement interactif pour les documents et les programmes.  Les documents du programme peuvent être convertis en binaire et exécutés. Les utilisateurs peuvent intégrer leurs propres programmes à LAP6 à l’aide d’un lien fourni par le système et échanger les petites bandes LINC pour partager des programmes, une première fonctionnalité « open source ». 
Le prochain projet du Laboratoire de systèmes informatiques, également dirigé par Wesley Clark, consiste à concevoir des macromodules. Mary Wilkes a conçu le macromodule multiplicatif, le plus complexe de l'ensemble. 

## Carrière de droit
Mary Wilkes quitte le domaine de l'informatique en 1972 pour étudier le droit à la faculté de Harvard. Elle exerce en tant qu'avocate de première instance pendant de nombreuses années, à la fois en cabinet privé et à la tête de la division de la criminalité économique et de la protection du consommateur attachée au bureau du procureur du comté de Middlesex dans le Massachusetts. Elle enseigne dans le cadre du programme de plaidoirie au procès de la Harvard Law School, de 1983 à 2011, et siège en tant que juge au concours Ames (concours de plaidoirie) de première et de deuxième année de l'école, pendant 18 ans. En 2001, elle devient arbitre auprès de l’American Arbitration Association, principalement dans des affaires concernant l’informatique et les technologies de l’information. De 2005 à 2012, elle exerce les fonctions de juge du concours annuel de plaidoirie en arbitrage commercial international Willem C. VIS à Vienne, en Autriche, organisé par la Pace University Law School. 

## Hommages
Son travail a été présenté en 2013 lors de l'exposition  Heroines of Computing au Bletchley Park, organisée par le National Museum of Computing et lors de l'exposition IT began with Ada. Women in computer history au Nixdorf Museums Forum à Paderborn, en Allemagne.

## Publications
- "LAP5: LINC Assembly Program", Proceedings of the DECUS Spring Symposium, Boston, mai 1966
- LAP6 Handbook, Washington Univ. Computer Systems Laboratory Tech. Rept. No. 2, mai 1967.
- Programming the Linc, Washington Univ. Computer Systems Laboratory, 2e ed., janvier 1969, with W. A. Clark.
- "Conversational Access to a 2048-word Machine", Comm. of the Association for Computing Machinery 13, 7, p. 407–414, juillet 1970.
- "Scroll Editing: an on-line algorithm for manipulating long character strings", IEEE Trans. on Computers 19, 11, p. 1009–1015, novembre 1970.
- The Case for Copyright, Washington Univ. Computer Systems Laboratory Technical Memo., mai 1971.
- "China Diary", Washington Univ. Magazine 43, 1, automne 1972. Décrit le voyage effectué par 18 informaticiens américains et informaticiennes dont Mary Wilkes en Chine en juillet 1972, à l'invitation du gouvernement chinois, pour organiser des séminaires à l'intention des informaticiens chinois à Canton, Shanghai et Pékin.